# Pentax 6×7

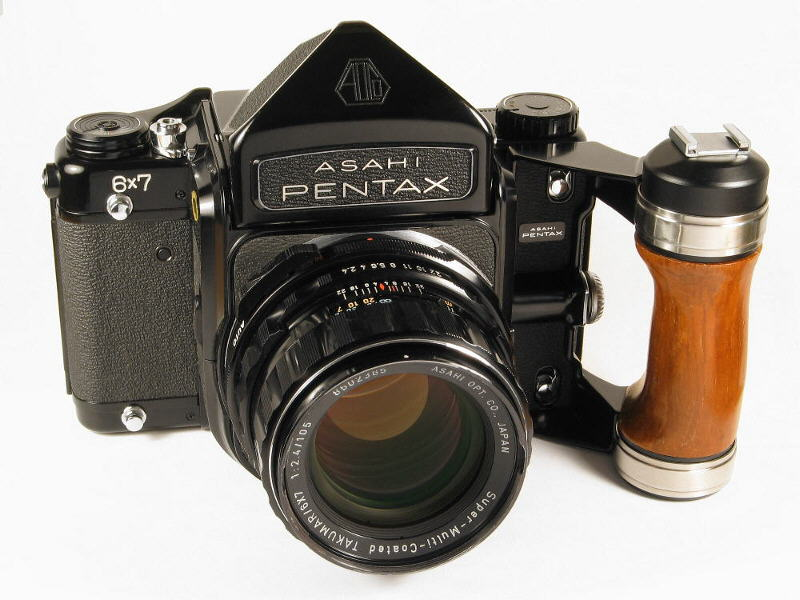
Das Modell Pentax 6×7 mit Spiegelvorauslösung, das 1976 auf den Markt kam. Hier mit dem Pentaprismasucher ohne Belichtungsmessung und einem Takumar 105mm f/2.4 Standardobjektiv.

Die Pentax 6×7 (nach 1990: „Pentax 67“) ist eine auf professionelle Fotografen ausgerichtete Mittelformat-Systemkamera des japanischen Herstellers Asahi Optical (später Pentax Corporation), die erstmals 1969 vorgestellt wurde. Sie wurde für das 6×7-Format entwickelt und kombiniert die Handhabung einer Spiegelreflexkamera mit der Bildqualität des Mittelformats. Die Kamera wurde unter drei verschiedenen Modellbezeichnungen über den langen Zeitraum von 40 Jahren produziert und zeichnete sich unter anderem durch eine große Auswahl hochwertiger Wechselobjektive für ihren doppelten Bajonettanschluss aus. Sie ist für Rollfilm Typ 120 (10 Aufnahmen) und 220 (20 Aufnahmen) ausgelegt, wobei heute nur noch Typ 120 hergestellt wird. Besondere optische Merkmale der Kamera sind ihre massive Bauweise und der an der linken Seite angebrachte Holzgriff.

## Modelle
In ihrem Aussehen gleicht die Pentax 6×7 einer einäugigen Spiegelreflex-Filmkamera, jedoch in deutlich größerer Ausführung, um das Mittelformat-6×7-Bildformat zu unterstützen. Ihr rechteckiges Gehäuse ist robust und kantig, mit einem markanten, prismatischen Sucheraufsatz oben, der durch verschiedene alternative Sucher – wie etwa einen Lichtschacht – ersetzt werden kann. Durch ihre Größe und Verarbeitung wirkt sie äußerst solide.
Besonders auffällig ist der doppelte Bajonettanschluss für Objektive, der sowohl kleinere als auch große Teleobjektive aufnimmt, wobei Letztere mit einem drehbaren Außenbajonett befestigt werden können.
Alle drei Modelle der Pentax 6×7 benötigen eine Batterie, da ihr horizontal ablaufender Tuchschlitzverschluss elektromechanisch gesteuert wird. Ohne Batterie funktioniert der Verschlussmechanismus nicht, und die Kamera kann keine Aufnahmen machen. Diese Konstruktion ermöglicht eine präzisere Steuerung der Verschlusszeiten, macht die Kamera aber von einer funktionierenden Stromquelle abhängig.
In Bezug auf das Design spiegelt die Entwicklung der drei Modelle eine schrittweise Modernisierung wider, wobei die 67II optisch und funktional am weitesten vom ursprünglichen Design der 6×7 abweicht.

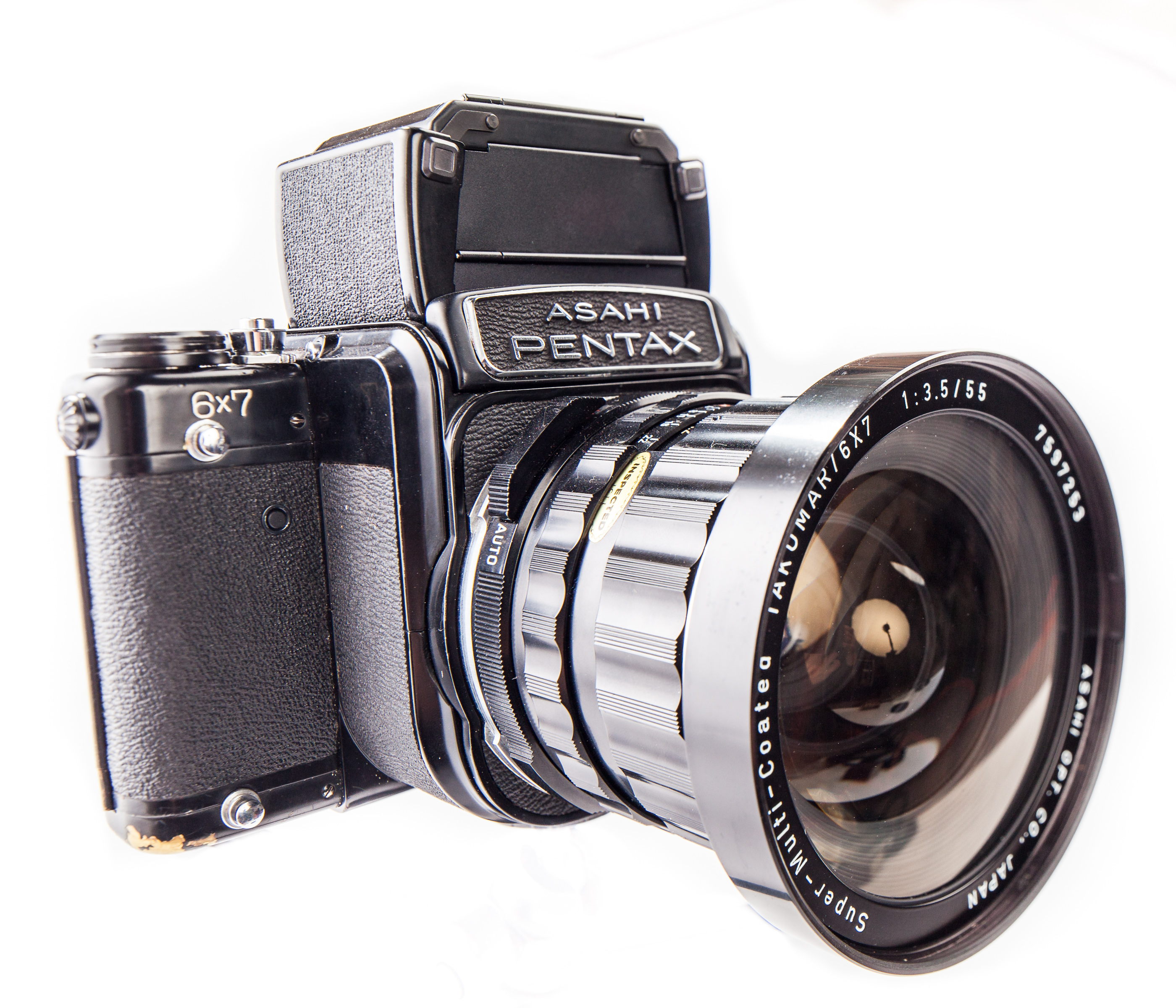
Pentax 6×7 mit Faltlichtschacht und Takumar 55mm f/3.5 Objektiv
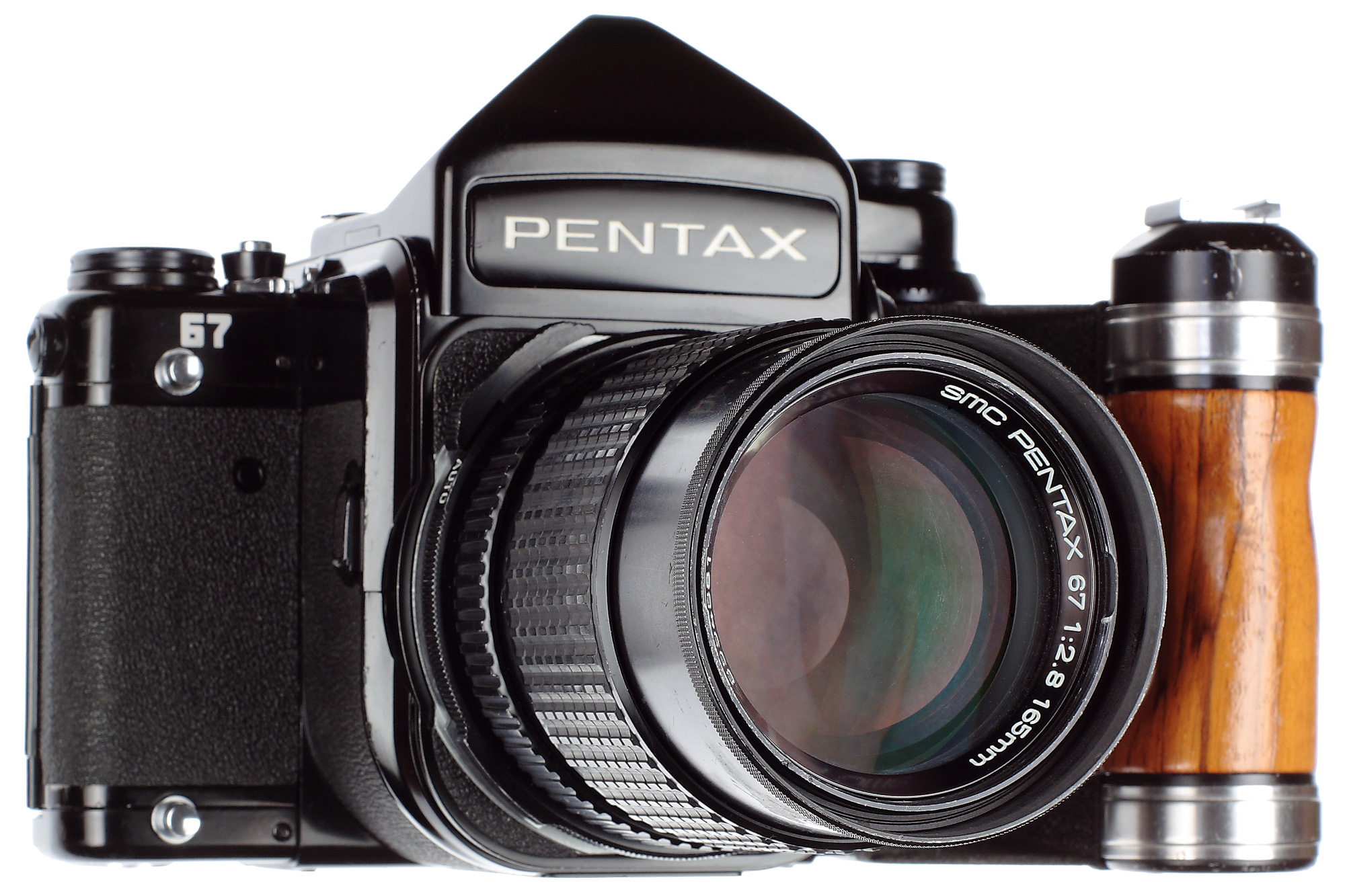
Pentax 67 mit SMC Pentax 165mm f/2.8 Objektiv
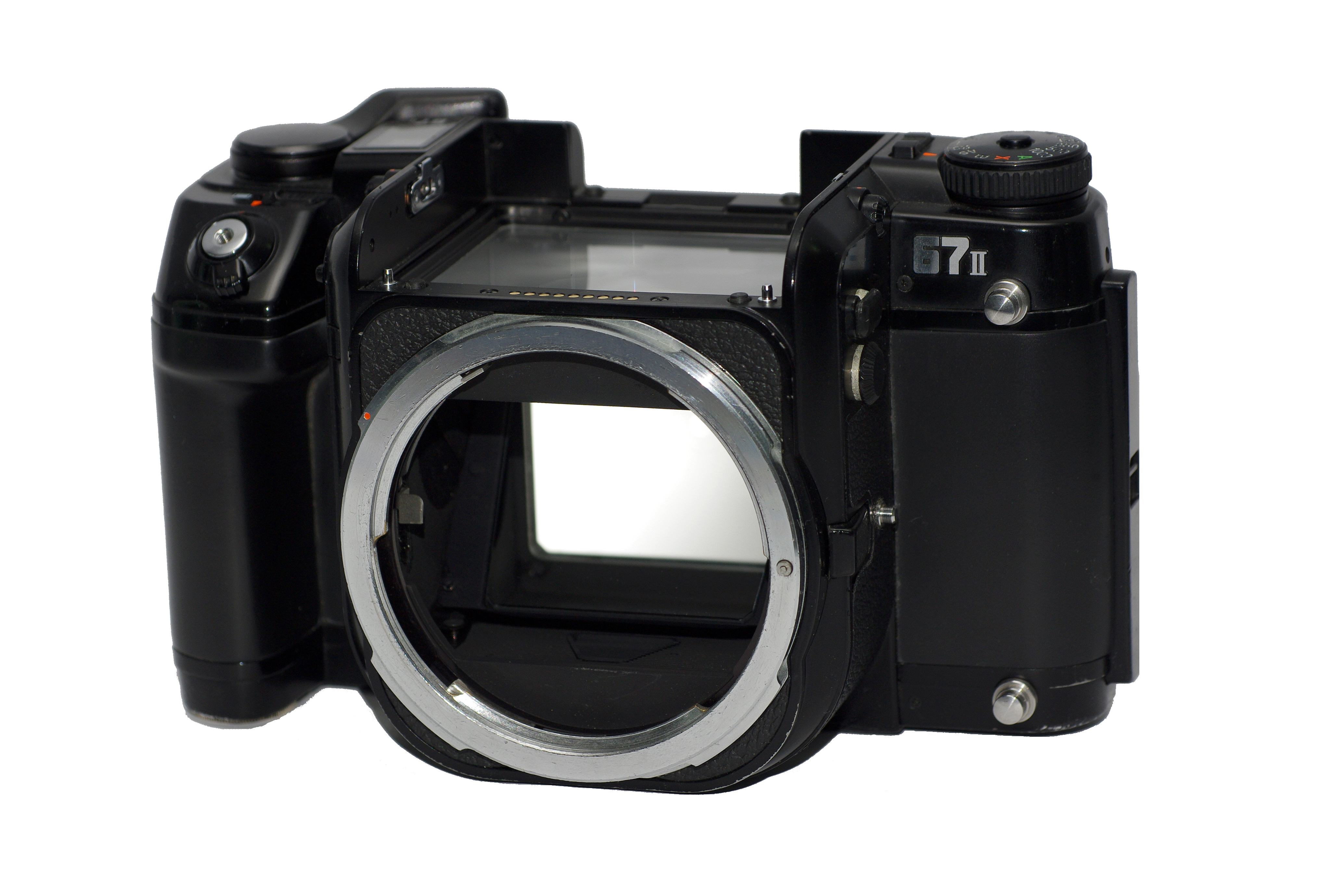
Pentax 67II ohne Sucher und Objektiv

### Pentax 6×7
Die ursprüngliche Pentax 6×7 hat ein kantiges, industrielles Design mit der Aufschrift „Asahi Pentax 6×7“ (in den USA: „Honeywell Pentax 6×7“) auf der Vorderseite. Der Verschlusszeitenknopf ist links oben auf dem Gehäuse angebracht. Die Kamera besitzt keinen eingebauten Belichtungsmesser. Die 1976 erschienene zweite Generation dieses Modells (im Englischen häufig durch den Zusatz „MLU“ für „Mirror Lock-Up“ gekennzeichnet) weist eine Spiegelvorauslösung auf, die Erschütterungen durch das Hochklappen des großen Schwingspiegels minimieren soll, um auf diese Weise verwackelte Aufnahmen zu vermeiden.

### Pentax 67
Die 1990 erschienene Pentax 67 ist eine überarbeitete Version der Pentax 6×7, die sich von ihrem Vorgängermodell durch einige Verbesserungen und kleinere Designänderungen unterscheidet. Die Filmtransport- und Spulmechanismen wurden optimiert, um eine präzisere Handhabung und Langlebigkeit zu gewährleisten. Der Verschluss wurde auf vollelektronisch umgestellt, was eine höhere Zuverlässigkeit ermöglichte, aber auch zu einem höheren Batterieverbrauch führte. Die Logos und Schriftzüge wurden angepasst; statt „Pentax 6×7“ steht bei der neuen Version „Pentax 67“ auf dem Gehäuse.

### Pentax 67II
Die Pentax 67II kam 1999 auf den Markt. Diese Version hebt sich deutlich von ihren Vorgängern ab. Das Design wurde stärker abgerundet und ergonomischer gestaltet, insbesondere durch einen Griff für die rechte Hand. Die Kamera verfügt über einen integrierten Belichtungsmesser, der eine Mehrfeldmessung, mittenbetonte Messung oder Spotmessung ermöglicht. Im Gegensatz zur Pentax 67 besitzt die 67II eine halbautomatische Belichtungssteuerung und ein Einstellrad zur Belichtungskorrektur. Zusätzlich bietet die 67II ein LC-Display im Sucher, das Informationen wie Verschlusszeit, Belichtungsmodus und Belichtungskorrektur anzeigt. Die Produktion der Pentax 67II wurde 2009 eingestellt.

## Objektive
Das Objektivsortiment für die Pentax 6×7-Kameras gehört zu den umfangreichsten unter den Mittelformatsystemen und umfasst insgesamt 20 verschiedene Brennweiten, von denen viele in mehreren Versionen aufgelegt wurden. Zu den Besonderheiten der Serie gehören das 75mm-Shift-Objektiv für Architekturaufnahmen, das 100mm-Makroobjektiv für Nahaufnahmen, das weichzeichnende 120mm-Objektiv für Porträts, sowie das 165mm-Porträtobjektiv mit eingebautem Zentralverschluss für Blitzaufnahmen. Das 105mm-Standardobjektiv mit Blende f/2.4 wird aufgrund seiner Abbildungsqualität und dem erzeugten Bokeh als besonderer Grund für den Einstieg in das Pentax 6×7-Kamerasystem genannt. Ältere Objektive mit der Bezeichnung „Takumar“ enthalten Linsen, die aufgrund der Beimischung von Thoriumdioxid, einem Oxid des radioaktiven Elements Thorium, einen hohen Brechungsindex aufweisen. Im Laufe der Zeit entwickeln sie eine bräunliche Verfärbung, die jedoch durch das Einwirken von Sonnenlicht auf das Objektiv wieder behoben werden kann.

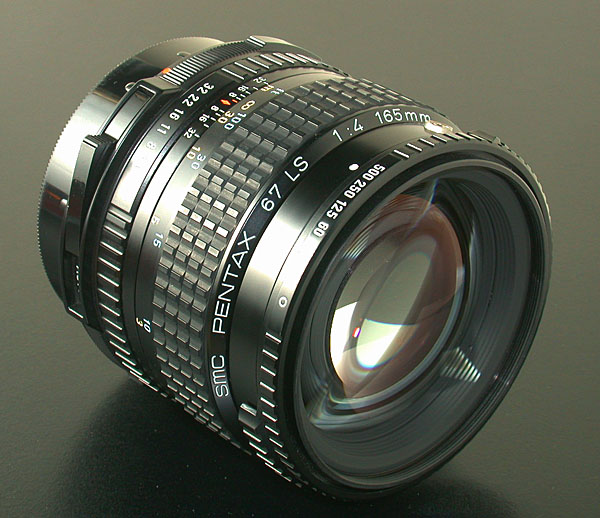
Die mit „LS“ (für engl. „Leaf shutter“) ausgezeichneten Objektive haben einen eingebauten Zentralverschluss. Auf diese Weise kann eine kürzere Blitzsynchronzeit als die 1/30 Sekunde der Kamera verwendet werden. Hier: SMC Pentax 67 LS 165mm f/4.

| 35mm-Äquivalent | Name                                  | Jahr der Einführung |
| --------------- | ------------------------------------- | ------------------- |
| 18mm            | Super Takumar Fisheye 6×7 35mm f/4.5  | 1969                |
| 18mm            | S-M-C Fish-Eye-Takumar 6×7 35mm f/4.5 | 1971                |
| 18mm            | SMC Pentax Fish-Eye 67 35mm f/4.5     | 1989                |
| 24mm            | SMC Pentax 6×7 45mm f/4               | 1980                |
| 24mm            | SMC Pentax 67 45mm f/4                | 1989                |
| 28mm            | Super Takumar 6×7 55mm f/3.5          | 1969                |
| 28mm            | S-M-C Takumar 6×7 55mm f/3.5          | 1971                |
| 28mm            | SMC Pentax 6×7 55mm f/4               | 1979                |
| 28mm            | SMC Pentax 67 55mm f/4                | 1986                |
| 28–50mm         | SMC Pentax 67 Zoom 55–100mm f/4.5     | 1998                |
| 38mm            | SMC Pentax 67 75mm f/2.8 AL           | 2001                |
| 38mm            | Super Takumar 6×7 75mm f/4.5          | 1969                |
| 38mm            | S-M-C Takumar 6×7 75mm f/4.5          | 1971                |
| 38mm            | SMC Pentax 67 75mm f/4.5              | 1989                |
| 38mm            | SMC Pentax Shift 6×7 75mm f/4.5       | 1979                |
| 38mm            | SMC Pentax Shift 67 75mm f/4.5        | 1989                |
| 46mm            | S-M-C Takumar 6×7 LS 90mm f/2.8       | 1971                |
| 46mm            | SMC Pentax 6×7 90mm f/2.8             | 1980                |
| 46mm            | SMC Pentax 67 90mm f/2.8              | 1989                |
| 46–92mm         | SMC Pentax 67 Zoom 90–180mm f/5.6     | 2001                |
| 52mm            | SMC Pentax 67 Macro 100mm f/4         | 1998                |
| 54mm            | Super Takumar 6×7 105mm f/2.4         | 1969                |
| 54mm            | S-M-C Takumar 6×7 105mm f/2.4         | 1971                |
| 54mm            | SMC Pentax 67 105mm f2.4              | 1989                |
| 62mm            | SMC Pentax 6×7 Soft 120mm f/3.5       | 1982                |
| 62mm            | SMC Pentax 67 Soft 120mm f/3.5        | 1989                |
| 70mm            | S-M-C Macro Takumar 6×7 135mm f/4     | 1971                |
| 70mm            | SMC Pentax 67 Macro 135mm f/4         | 1989                |
| 78mm            | Super Takumar 6×7 150mm f/2.8         | 1969                |
| 78mm            | S-M-C Takumar 6×7 150mm f/2.8         | 1971                |
| 85mm            | SMC Pentax 6×7 165mm f/2.8            | 1982                |
| 85mm            | SMC Pentax 67 165mm f/2.8             | 1989                |
| 85mm            | SMC Pentax 6×7 LS 165mm f/4           | 1981                |
| 85mm            | SMC Pentax 67 LS 165mm f/4            | 1987                |
| 105mm           | Super Takumar 6×7 200mm f/4           | 1969                |
| 105mm           | S-M-C Takumar 6×7 200mm f/4           | 1971                |
| 105mm           | SMC Pentax 67 200mm f/4               | 1986                |
| 155mm           | Super Takumar 6×7 300mm f/4           | 1969                |
| 155mm           | S-M-C Takumar 6×7 300mm f/4           | 1971                |
| 155mm           | SMC Pentax 67 300mm f/4               | 1987                |
| 155mm           | SMC Pentax 67 300mm f/4 ED            | 1999                |
| 215mm           | Takumar 6X7 400mm f/4                 | 1969                |
| 215mm           | Super Takumar 6×7 400mm f/4           | 1971                |
| 215mm           | S-M-C Takumar 6×7 400mm f/4           | 1981                |
| 215mm           | SMC Pentax-M* 67 400mm f/4 ED         | 1986                |
| 260mm           | S-M-C Pentax 6×7 500mm f/5.6          | 1971                |
| 260mm           | SMC Pentax 6×7 500mm f/5.6            | 1979                |
| 260mm           | SMC Pentax 67 500mm f/5.6             | 1989                |
| 315mm           | Pentax Takumar 67 600mm f/4           | 1969                |
| 315mm           | S-M-C Takumar 6×7 600mm f/4           | 1971                |
| 420mm           | Pentax Takumar 67 800mm f/4           | 1969                |
| 420mm           | S-M-C Takumar 6×7 800mm f/4           | 1971                |
| 420mm           | SMC Pentax 6×7 800mm f/6.7 ED         | 1983                |
| 420mm           | SMC Pentax-M 67 800mm f/6.7 ED        | 1989                |
| 550mm           | Pentax Reflex-Takumar 6×7 1000mm f/8  | 1971                |

## Zubehör (Auswahl)
- Auswechselbare Sucher: TTL-Pentaprisma, Pentaprisma, starrer Lichtschacht, oder Faltlichtschacht
- Auswechselbare Mattscheiben
- Zweifach vergrößernde Lupe für einfacheres Scharfstellen
- Korrekturlinsen
- Winkelsucher
- Augenmuschel
- Zubehör für Nahaufnahmen (u. a. Zwischenringe, Balgengerät, Umkehrring)
- Blitzhalter
- Trageriemen
- Koffer

## Rezeption
Die Pentax 6×7 wird häufig als „Spiegelreflexkamera auf Steroiden“ bezeichnet. Bisweilen wird sie wegen ihrer massiven Bauweise auch als „Die Bestie“ betitelt. Das französische Filmfotografie-Blog Club Argentique bewertete die Kamera 2023 als eine der „Ikonen der Mittelformatfotografie“. Während die Kamera über einen langen Zeitraum hinweg vor allem Profifotografen angesprochen hat, erlebte sie mit der Renaissance der Filmfotografie seit Mitte der 2010er Jahre eine zweite Erfolgswelle. Seit das Interesse an traditionellen Methoden der Fotografie einen Aufschwung erlebt hat – laut Kodak hat sich die Nachfrage nach Film zwischen 2015 und 2019 verdoppelt –, hat auch das Interesse an der Pentax 6×7 wieder stark zugenommen. Die Rezensenten von Club Argentique führen dies auf die breite Auswahl an hochwertigen Objektiven zurück. Das Fotowissen Online Foto Magazin schließt sich diesem Argument an: „Einer der Vorteile der gebrauchten Kamera sind die wertvollen Objektive, die überwiegend auch heute noch preiswert zu bekommen sind.“ Die Rezensenten des Club Argentique reihen die Pentax 6×7 sogar in die Klassiker der Filmfotografie ein: „Jenseits ihrer außergewöhnlichen optischen Qualitäten ist die Nutzung einer Pentax 67 ein historisches Erlebnis, vergleichbar mit dem einer Leica oder Rolleiflex.“
Kritiker des Kamerasystems berichten unter anderem von Problemen mit dem Filmtransport der Pentax 6×7 und blockierten Spiegeln bei älteren Modellen der Pentax 6×7 und 67. Auch der hohe Batterieverbrauch wird häufig als Mangel genannt. Bisweilen wird das Gewicht der Kamera kritisiert, die – so James Tocchio – schwer genug ist, „um in einem modernen Auto die Warnmeldung des Beifahrer-Sicherheitsgurts auszulösen“. Die Elektronik der Pentax 67II ist darüber hinaus so komplex, dass die Kamera von einigen Werkstätten nicht zur Reparatur angenommen wird.

## Verwendung durch bekannte Fotografen
- Der deutsche Modefotograf Peter Lindbergh, berühmt für seine Schwarz-Weiß-Aufnahmen, verwendete die Pentax 6×7 häufig in seiner Arbeit.[14]
- Der peruanische Mode- und Porträtfotograf Mario Testino nahm 1997 die letzten offiziellen Porträts von Diana, Princess of Wales, mit einer Pentax 6×7 auf.[15]
- Der amerikanische Fine-Art-Fotograf Todd Hido benutzt die Pentax 6×7. Er erwähnte, dass er oft mit der Kamera durch Autofenster fotografiert und am Ende des Tages Rückenschmerzen hat, was die Größe und das Gewicht der Kamera unterstreicht.[15]